# Grands Prix automobiles de la saison 1946
1940-1945 1947
La saison de Grands Prix automobiles 1946 est la première saison de Grands Prix après la Seconde Guerre mondiale. Raymond Sommer est le pilote à remporter le plus d'épreuves (cinq Grands Prix) et Maserati, le constructeur à en remporter le plus (neuf des vingt épreuves).

## Grands Prix de la saison

### Grandes Épreuves
| Grand Prix             | Circuit           | Date          | Pilote vainqueur | Constructeur vainqueur | Résultats |
| ---------------------- | ----------------- | ------------- | ---------------- | ---------------------- | --------- |
| Coupe René Le Bègue    | Saint-Cloud       | 9 juin        | Raymond Sommer   | Maserati               | Résultats |
| Grand Prix des Nations | Genève            | 21 juillet    | Giuseppe Farina  | Alfa Romeo             | Résultats |
| Grand Prix de Turin    | Parc du Valentino | 1er septembre | Achille Varzi    | Alfa Romeo             | Résultats |

### Autres Grands Prix
| Grand Prix                | Circuit                    | Date         | Pilote vainqueur             | Constructeur vainqueur | Résultats |
| ------------------------- | -------------------------- | ------------ | ---------------------------- | ---------------------- | --------- |
| Grand Prix de Nice        | Nice                       | 22 avril     | Luigi Villoresi              | Maserati               | Résultats |
| Grand Prix de Marseille   | Marseille                  | 12 mai       | Raymond Sommer               | Maserati               | Résultats |
| Grand Prix du Forez       | St Just-Andrézieux         | 19 mai       | Raymond Sommer               | Maserati               | Résultats |
| Coupe de Paris            | Bois de Boulogne           | 30 mai       | Jean-Pierre Wimille          | Alfa Romeo             | Résultats |
| Grand Prix des Frontières | Chimay                     | 9 juin       | Leslie Brooke                | ERA                    | Résultats |
| Gransden Lodge            | Aéroport de Gransden Lodge | 15 juin      | George Abecassis             | Bugatti                | Résultats |
| Grand Prix de Belgique    | Bois de la Cambre          | 16 juin      | Eugène Chaboud               | Delahaye               | Résultats |
| Grand Prix du Roussillon  | Perpignan                  | 30 juin      | Jean-Pierre Wimille          | Alfa Romeo             | Résultats |
| Grand Prix de Bourgogne   | Dijon                      | 7 juillet    | Jean-Pierre Wimille          | Alfa Romeo             | Résultats |
| Grand Prix d'Albi         | Albi                       | 14 juillet   | Tazio Nuvolari               | Maserati               | Résultats |
| Grand Prix de Nantes      | Nantes                     | 28 juillet   | « Raph »                     | Maserati               | Résultats |
| Ulster Trophy             | Ballyclare                 | 10 août      | Prince Bira                  | ERA                    | Résultats |
| Circuit des Trois Villes  | Lille                      | 25 août      | Raymond Sommer Henri Louveau | Maserati               | Résultats |
| Grand Prix de Milan       | Milan                      | 29 septembre | Carlo Felice Trossi          | Alfa Romeo             | Résultats |
| Coupe du Salon            | Bois de Boulogne           | 6 octobre    | Raymond Sommer               | Maserati               | Résultats |
| Circuit de Gávea          | Gávea                      | 6 octobre    | Chico Landi                  | Alfa Romeo             | Résultats |
| Grand Prix de Penya-Rhin  | Pedralbes                  | 27 octobre   | Giorgio Pelassa              | Maserati               | Résultats |
| Grand Prix de Boa Vista   | Boa Vista                  | 15 décembre  | Chico Landi                  | Alfa Romeo             | Résultats |

## Grands Prix nord-américains
Les courses se déroulant aux États-Unis sont regroupées au sein du Championnat américain. Au total 77 courses dont 6 comptant pour le classement final se déroulent cette année-là.
Ted Horn remporte le championnat.
| Grand Prix               | Circuit                | Date        | Pilote vainqueur | Constructeur vainqueur | Résultats |
| ------------------------ | ---------------------- | ----------- | ---------------- | ---------------------- | --------- |
| 500 miles d'Indianapolis | Indianapolis           | 30 mai      | George Robson    | Adams-Sparks           | Résultats |
| 100 miles d'Atlanta      | Lakewood Speedway (en) | 2 septembre | George Connor    | Kurtis Kraft-Offy      | Résultats |